# 南達科他州學院和大學列表
以下是南達科他州目前运营的公立和私立高等教育机构列表。

## 州立大學
- 南達科塔大學
- 南達科塔州立大學
- 南達科他礦業及理工學院（South Dakota School of Mines and Technology）
- 黑丘州立大學（Black Hills State University）
- 達科達州立大學（Dakota State University）
- 北方州立大學（Northern State University）

## 私立大學
- 奧古斯塔納學院（Augustana College）
- 蘇族瀑布學院（Sioux Falls College）
- 達科達衛斯里昂大學（Dakota Wesleyan University）
- 修倫學院（Huron College）
- 瑪莉山學院（Mount Marty College）
- 國家學院（National College）
- 表演學院（Presentation College）
- 辛特格雷斯克學院（Sinte Gleske College）